# Группа российских военных специалистов в Эфиопии
Группа российских военных специалистов в Эфиопии — контингент военных советников ВС РФ и наёмников при ВС Эфиопии. Российские военнослужащие оказали значимую помощь стране в ходе эфиопо-эритрейского конфликта. Примечательно, что противоборствующая сторона пользовалась услугами военных специалистов из Украины.
Ни одна из сторон, обвиняя противника в использовании наёмников из бывшего СССР, наличие таковых у себя не признала. Однако в Эфиопии подтвердили факт присутствия российских граждан среди авиатехников, но деятельность российских офицеров в роли советников и пилотов отрицалась.

## История
В мае 1998 года между Эритреей и Эфиопией вспыхнул вооружённый конфликт, вызванный территориальным спором. Боестолкновения начались после пограничного инцидента, за которым последовало вторжение ВС Эритреи на территорию эфиопских штатов Тыграй и Афар.
Стороны в ходе боевых действий активно использовали авиацию. Первый раунд войны в воздухе вскрыл неготовность враждующих государств к полномасштабным боевым действиям. Эфиопы, несмотря на численное и качественное превосходство своих ВВС, испытывали нехватку подготовленных пилотов, техников и оружейников, запасных частей и были ограничены в выборе аэродромов базирования, имеющих необходимую инфраструктуру (см. Авиация эфиопо-эритрейского конфликта). Летом через представителя компании «Росвооружение» в Аддис-Абебе полковника Владимира Нефёдова власти страны обратились к России с заявкой о закупке недостающей материальной части и направлении необходимых специалистов, в том числе пилотов-инструкторов.
Сторонам конфликта потребовались специалисты по эксплуатации армейской авиации. Можно было обратиться к западным специалистам, но услуги россиян были куда дешевле. Так, например, согласно французскому наёмнику Боб Денару, если британец брал за свою работу четыре тысячи долларов, то специалисты из России было согласны на две. Поскольку после 1991 года в бывших советских республик множество армейских кадров потеряли свою работу или же находились в тяжёлом материальном положении, то желающих поехать в Эфиопию нашлось много.
Вскоре чартерным рейсом транспортник Ил-76 доставил на главную базу ВВС Эфиопии в Дэбре-Зэйт 80 специалистов, комплекты бортовых РЛС, вооружения, оборудования связи и прочее имущество, необходимое для проведения восстановительного ремонта МиГ-21 и МиГ-23.
В рамках эфиопо-российского соглашения африканские лётчики прошли теоретическую и практическую подготовку под руководством российских инструкторов на авиабазе в Дэбрэ-Зэйт. Часть лётного и технического состава была направлена на стажировку в Краснодарское высшее военное авиационное училище.

## Руководство
Советником генерального штаба Эфиопии был генерал Анатолий Касьяненко, бывший начштаба Уральского военного округа, штаб ВВС курировал генерал Иван Фролов, его помощник генерал Дмитрий Ефименко отвечал за бомбардировочную авиацию, а за боеготовность систем противовоздушной обороны — полковник Евгений Обухов, бывший командир части ПВО в подмосковной Кубинке. Всех этих людей завербовал в своё время генерал Яким Янаков, который осуществлял общее руководство иностранными силами.

## Деятельность
В сферу деятельности российских военных входило осуществление проверки готовности войск к ведению боевых действий, участие в разработке плана противовоздушной обороны страны и применения авиации.
В ходе войны с Эритреей иностранные специалисты помогли эфиопам подготовить транспортники Ан-12 к использованию в роли ночных бомбардировщиков в условиях ограниченных возможностей по использованию специализированных ударных самолетов МиГ-23БН. Как минимум, дважды в описываемый период эфиопские Ан-12 бомбили позиции эритрейцев в районе Бадме.
По данным итальянского журнала Analisi Difesa, иностранцы участвовали в планировании майского наступления 2000 года. Операцию готовили восемнадцать российских военных советников и специалистов высшего командного звена, в том числе три от ВВС (помимо Янакова, это — генерал-майор Дмитрий Михайлович Ефименко; до прибытия в Эфиопию занимавший должность командира бомбардировочной авиадивизии; в Эфиопии — советник командующего ВВС, генерал-майор Иван Павлович Фролов, ранее — командир истребительной авиадивизии; в Эфиопии — советник начальника штаба ВВС) и один от ПВО (полковник Евгений Петрович Обухов, прежняя должность — начальник оперативного отдела 16-й ВА ВВС и ПВО, Кубинка; в Эфиопии — советник командующего ПВО).
Однако россияне не только оказывали услуги консультантов, но и сами участвовали в боевых действиях. Так, например, военные специалисты пилотировали эфиопские Су-27 и Ми-24.
Согласно некоторой информации, российские специалисты могли вступать в боестолкновения с гражданами бывших советских республик, воевавших на стороне эритрейцев, в частности, с украинцами. Со слов Александра Мишина, соучредителя украинского Центра исследования Африки, фактически все лётчики враждующих сторон были с Украины и России, вступая в стычки друг с другом. Он даже назвал события 1998—2000 годов «первой российско-украинской войной». Журналист Вадим Андрюхин упоминал, что американская разведка тогда якобы перехватила радиопереговоры, которые вели между собой пилоты враждующих сторон. Все они говорили на русском языке и матерились. Как отмечали другие источники, это не первый подобный случай. Российские и украинские наёмные специалисты уже сталкивались как друг с другом, так и между собой в Анголе.
На стороне Эфиопии тоже сражалось некоторое количество украинцев, как и россиян на стороне Эритреи, а среди бойцов Янакова были также белорусы.
Жалованье лётчика составляло порядка 5 тыс. долларов в месяц, разведчики зарабатывали в полтора раза больше, а средний военспец получал 3500 долларов.

## Численность
По данным издания «Независимая газета», на март 2000 года в стране находилось порядка 500 россиян. Газета «Собеседник» в мае 2001 года, уже после войны, сообщила об участии в конфликте на стороне Эфиопии минимум 150 человек лётного состава (пилоты истребителей, экипажи вертолётов и военно-транспортных самолётов), не менее 200 специалистов наземного обслуживания, порядка двух десятков штабных специалистов и столько же технических спецов — по артиллерии и электронным системам. Издание «Версия» оценило численность контингента в порядка тысячи военных специалистов, полторы сотни лётчиков и полсотни специалистов по тактической разведке. В свою очередь военный обозреватель и историк Иван Коновалов называл цифру в около 100 человек.

## Инциденты
- 6 января 1999 года полковник Вячеслав Мызин и лейтенант Аббайнэх, пилотируя Су-27 СК во время демонстрационного полёта на авиабазе Дэбрэ-Зэйт, отвлеклись при выполнении фигуры высшего пилотажа «колокол» и потеряли скорость[3][12]. Машина вошла в штопор[2]. Россиянин успешно катапультировался, а его напарник-эфиоп погиб. Катастрофа произошла на глазах у президента страны Негассо Гидады[3].

## Ветеранский статус
Первоначально у российских советников, вернувшихся из Эфиопии, не было статуса участника боевых действий. Ветеранам конфликта пришлось долго ждать этого. Вместе с участниками войн в Анголе и Мозамбике при поддержке Минобороны РФ они добились издания Федерального закона № 166 от 2.10.2008 г. «О внесении изменений в ФЗ „О ветеранах“». Согласно поправкам к нему от 2011 года ветеранами боевых действий начали считаться и военнослужащие, участвовавшие в эфиопо-эритрейских событиях, но только с мая по декабрь 2000 года, то есть уже после завершения конфликта.